# Rhomboda
Rhomboda là một chi thực vật có hoa trong họ Lan.
Các loài trong chi này thường là địa lan, nhưng một vài loài là lan biểu sinh. Chúng là các loài bản địa Đông Nam Á, Trung Quốc, Nhật Bản, Himalaya, New Guinea, Queensland và một số đảo ở tây Thái Bình Dương.

## Các loài
Các loài được công nhận tại thời điểm tháng 6 năm 2014:
1. Rhomboda abbreviata (Lindl.) Ormerod, đồng nghĩa: Zeuxine abbreviata - Thơ sinh ngắn. Phân bố: Trung Quốc (Quảng Đông, Quảng Tây, Quý Châu, Hải Nam), Assam, Myanma, Nepal, Thái Lan, Việt Nam
2. Rhomboda alticola (Schltr.) Ormerod - New Guinea
3. Rhomboda arunachalensis A.N.Rao - Arunachal Pradesh
4. Rhomboda atrorubens (Schltr.) Ormerod - New Guinea, quần đảo Bismarck
5. Rhomboda bantaengensis (J.J.Sm.) Ormerod - Sulawesi
6. Rhomboda blackii (Ames) Ormerod - Mindanao
7. Rhomboda cristata (Blume) Ormerod - Java, Philippines
8. Rhomboda dennisii Ormerod - Vanuatu, quần đảo Solomon
9. Rhomboda elbertii Ormerod - Sulawesi
10. Rhomboda fanjingensis Ormerod - Quý Châu
11. Rhomboda kerintjiensis (J.J.Sm.) Ormerod - Sumatra
12. Rhomboda lanceolata (Lindl.) Ormerod - Darjiling, Bhutan, Assam, Arunachal Pradesh, Myanma, Việt Nam, Malaysia bán đảo, Philippines, Sulawesi, Sumatra, New Guinea, Kyushu.
13. Rhomboda longifolia Lindl. - Sikkim
14. Rhomboda minahassae (Schltr.) Ormerod - Sulawesi
15. Rhomboda moulmeinensis (C.S.P.Parish & Rchb.f.) Ormerod - Trung Quốc (Quảng Tây, Quý Châu, Tứ Xuyên, Tây Tạng, Vân Nam), Myanma, Thái Lan
16. Rhomboda pauciflora (Ridl.) Ormerod - Lan hình thoi ít hoa, môi lật ít hoa. Phân bố: Việt Nam, Malaysia bán đảo, Sabah
17. Rhomboda petelottii (Gagnep.) Ormerod - Lan hình thoi pételot. Phân bố: Việt Nam.
18. Rhomboda polygonoides (F.Muell.) Ormerod - Queensland, New Guinea, Maluku, quần đảo Solomon, quần đảo Bismarck, New Caledonia
19. Rhomboda velutina (J.J.Sm.) Ormerod - Java, quần đảo Sunda Nhỏ
20. Rhomboda wardii Ormerod - Myanma
21. Rhomboda yakusimensis (Masam.) Ormerod, đồng nghĩa: Rhomboda tokioi (Fukuy.) Ormerod - Quảng Đông, Đài Loan, Nhật Bản (quần đảo Lưu Cầu, quần đảo Izu, Kyushu), Việt Nam.